# Subvention
Subvention, från franskans subvention av latinets subvenire som betyder "bistå", är ett (ofta statligt) ekonomiskt stöd med avsikt att sänka priset på en vara eller tjänst. Ordet används också som bidrag i andra sammanhang.
Subventioner som används i samhällsekonomiskt syfte kan värderas med antagandet att konsumenternas efterfrågan inte uppnår produktionskostnaden och utbudet. Differens av värdet i termer av välfärdsökning och kostnaden för subventionen avgör ifall subventionen ger en nettovärdeökning till samhället eller ej.
Subventioner kan användas istället för att helt överta en verksamhet, som till exempel vid massvaccinationen mot svininfluensa där man subventionerade vaccinet.